# 第59回国民体育大会陸上競技
第59回国民体育大会陸上競技（だい59かいこくみんたいいくたいかいりくじょうきょうぎ）は、2004年10月24日から28日まで埼玉県の熊谷スポーツ文化公園陸上競技場で開催された、第59回国民体育大会の陸上競技である。

## 競技種目
| 第57回 \| 第58回 \| 第59回 \| 第60回 \| 第61回 |
| ---------------------------------------------- |

- 男子
  - 100m （成年 , 少年A）
  - 200m （少年B）
  - 400m （成年 , 少年A）
  - 800m （少年共通）
  - 1500m （成年）
  - 3000m （少年B）
  - 5000m （少年A）
  - ハーフマラソン （成年）
  - 110mハードル （少年A）
  - 400mハードル （成年 , 少年共通）
  - 3000m障害 （成年）
  - 5000m競歩 （少年A）
  - 4×100mリレー （成年少年共通）
  - 走高跳 （成年 , 少年B）
  - 棒高跳 （成年 , 少年共通）
  - 走幅跳 （少年A , 少年B）
  - 三段跳 （成年 , 少年A）
  - 砲丸投 （少年A , 少年B）
  - 円盤投 （少年共通）
  - ハンマー投 （成年 , 少年共通）
  - やり投 （成年）

- 女子
  - 100m （成年 , 少年A）
  - 200m （少年B）
  - 400m （成年 , 少年A）
  - 800m （少年B）
  - 1500m （成年 , 少年A）
  - 3000m （少年共通）
  - 5000m （成年）
  - ハーフマラソン （成年）
  - 100mハードル （成年 , 少年B）
  - 400mハードル （少年A）
  - 5000m競歩 （成年 , 少年A）
  - 4×100mリレー （成年少年共通）
  - 走高跳 （成年 , 少年共通）
  - 棒高跳 （少年共通）
  - 走幅跳 （少年A , 少年B）
  - 三段跳 （成年）
  - 砲丸投 （成年 , 少年A , 少年B）
  - 円盤投 （少年A）
  - ハンマー投 （成年）
  - やり投 （少年共通）

## 新記録
| 第57回 \| 第58回 \| 第59回 \| 第60回 \| 第61回 |
| ---------------------------------------------- |

今大会で生まれた新記録は次の通りである
| 種目                           | ラウンド   | 結果     | 選手                                | 都道府県 | 所属                                                    | 記録          | 月日     | 記録                      |
| トラック                       | トラック   | トラック | トラック                            | トラック | トラック                                                | トラック      | トラック | トラック                  |
| ------------------------------ | ---------- | -------- | ----------------------------------- | -------- | ------------------------------------------------------- | ------------- | -------- | ------------------------- |
| 少年女子A 5000m競歩            | 決勝       | 1位      | 越弓恵                              | 埼玉     | 行田進修館高校                                          | 22分55秒53    | 10月24日 | 大会新記録                |
| 少年女子A 5000m競歩            | 決勝       | 2位      | 沢田美紀                            | 福井     | 敦賀気比高校                                            | 22分56秒64    | 10月24日 | 大会新記録                |
| 少年女子A 5000m競歩            | 決勝       | 3位      | 福田美穂                            | 愛知     | 豊川工業高校                                            | 22分56秒80    | 10月24日 | 大会新記録                |
| 少年女子A 5000m競歩            | 決勝       | 4位      | 打越弥里                            | 鹿児島   | 神村学園高校                                            | 22分56秒82    | 10月24日 | 大会新記録                |
| 少年女子A 5000m競歩            | 決勝       | 5位      | 大越美和                            | 広島     | 西条農業高校                                            | 22分56秒88    | 10月24日 | 大会新記録                |
| 少年女子A 5000m競歩            | 決勝       | 6位      | 津口穂菜美                          | 熊本     | 千原台高校                                              | 22分56秒89    | 10月24日 | 大会新記録                |
| 少年女子A 1500m                | 決勝       | 1位      | オンゴリ・フィレス                  | 山梨     | 山梨学院大学高校                                        | 4分12秒06     | 10月25日 | 大会新記録                |
| 成年男子 400mハードル          | 決勝       | 1位      | 成迫健児                            | 大分     | 筑波大学                                                | 48秒54        | 10月25日 | 大会新記録                |
| 少年女子B 800m                 | 決勝       | 1位      | 小林祐梨子                          | 兵庫     | 須磨学園高校                                            | 2分 7秒77     | 10月26日 | 大会新記録                |
| 少年男子A 400m                 | 決勝       | 1位      | 金丸祐三                            | 大阪     | 大阪高校                                                | 45秒89        | 10月27日 | 日本高校新記録 大会新記録 |
| 少年男子A 5000m                | 決勝       | 1位      | ジョン・カリウキ                    | 滋賀     | 滋賀学園高校                                            | 13分26秒94    | 10月27日 | 大会新記録                |
| 少年男子A 5000m                | 決勝       | 2位      | 佐藤秀和                            | 宮城     | 仙台育英学園高校                                        | 13分39秒87    | 10月27日 | 日本高校新記録            |
| 成年少年 女子共通 4×100mリレー | 準決勝 1組 | 1位      | 久保倉里美 北風沙織 福島千里 熊坂都 | 北海道   | 福島大学 北海道浅井学園大学 帯広南商業高校 札幌大谷高校 | 45秒47        | 10月27日 | 大会タイ記録              |
| 成年男子 ハーフマラソン        | 決勝       | 1位      | 渡辺真一                            | 兵庫     | 山陽特殊製鋼                                            | 1時間2分38秒  | 10月28日 | 大会新記録                |
| 成年男子 ハーフマラソン        | 決勝       | 2位      | 阿部祐樹                            | 長崎     | 三菱重工長崎                                            | 1時間2分39秒  | 10月28日 | 大会新記録                |
| 成年男子 ハーフマラソン        | 決勝       | 3位      | 小島忠幸                            | 宮崎     | 旭化成                                                  | 1時間2分42秒  | 10月28日 | 大会新記録                |
| 成年男子 ハーフマラソン        | 決勝       | 4位      | 岩佐敏弘                            | 徳島     | 大塚製薬                                                | 1時間2分46秒  | 10月28日 | 大会新記録                |
| 成年男子 ハーフマラソン        | 決勝       | 5位      | 秋山羊一郎                          | 埼玉     | ホンダ                                                  | 1時間2分47秒  | 10月28日 | 大会新記録                |
| 成年男子 ハーフマラソン        | 決勝       | 6位      | 森政辰巳                            | 広島     | 中国電力                                                | 1時間2分49秒  | 10月28日 | 大会新記録                |
| 成年男子 ハーフマラソン        | 決勝       | 7位      | 原田聡                              | 東京     | エスビー食品                                            | 1時間2分51秒  | 10月28日 | 大会新記録                |
| 成年男子 ハーフマラソン        | 決勝       | 8位      | 奥谷亘                              | 群馬     | 富士重工                                                | 1時間2分55秒  | 10月28日 | 大会新記録                |
| 成年男子 ハーフマラソン        | 決勝       | 9位      | 橘明徳                              | 宮城     | 東北大学                                                | 1時間3分00秒  | 10月28日 | 大会新記録                |
| 成年男子 ハーフマラソン        | 決勝       | 10位     | 東勝博                              | 熊本     | ホンダ熊本                                              | 1時間3分9秒   | 10月28日 | 大会新記録                |
| 成年男子 ハーフマラソン        | 決勝       | 11位     | 佐藤信介                            | 千葉     | 富士通                                                  | 1時間3分36秒  | 10月28日 | 大会新記録                |
| 成年男子 ハーフマラソン        | 決勝       | 12位     | 山本幸延                            | 静岡     | 自衛隊                                                  | 1時間3分38秒  | 10月28日 | 大会新記録                |
| 成年男子 ハーフマラソン        | 決勝       | 13位     | 北岡幸浩                            | 奈良     | 東洋大学                                                | 1時間3分38秒  | 10月28日 | 大会新記録                |
| 成年男子 ハーフマラソン        | 決勝       | 14位     | 高橋洋                              | 岡山     | JFEスチール                                             | 1時間3分39秒  | 10月28日 | 大会新記録                |
| 成年女子 ハーフマラソン        | 決勝       | 1位      | 岩本靖代                            | 千葉     | 豊田自動織機                                            | 1時間10分26秒 | 10月28日 | 大会新記録                |
| 成年少年 女子共通 4×100mリレー | 決勝       | 1位      | 久保倉里美 北風沙織 福島千里 熊坂都 | 北海道   | 福島大学 北海道浅井学園大学 帯広南商業高校 札幌大谷高校 | 45秒43        | 10月28日 | 大会新記録                |
| フィールド                     |            |          |                                     |          |                                                         |               |          |                           |
| 成年女子 ハンマー投            | 決勝       | 1位      | 室伏由佳                            | 愛知     | ミズノ                                                  | 65ｍ03        | 10月25日 | 大会新記録                |
| 少年男子B 走高跳               | 決勝       | 1位      | 佐藤庸平                            | 福島     | 白河旭高校                                              | 2ｍ03         | 10月26日 | 大会新記録                |
| 成年男子 やり投                | 決勝       | 1位      | 村上幸史                            | 静岡     | スズキ                                                  | 78ｍ43        | 10月27日 | 大会新記録                |
| 少年女子共通 やり投            | 決勝       | 1位      | 松本百子                            | 長崎     | 口加高校                                                | 65ｍ03        | 10月27日 | 日本高校新記録 大会新記録 |

## 競技結果

### 男子

#### トラック
| 第57回 \| 第58回 \| 第59回 \| 第60回 \| 第61回 |
| ---------------------------------------------- |

| 種目                               | 金                                                                                                   | 金                 | 銀 | 銀                 | 銅                                                                                                 | 銅                 |
| ---------------------------------- | --- | ------------------ | --- | ------------------ | -------------------------------------------------------------------------------------------------- | ------------------ |
| 成年 100m 詳細                     | 佐藤真太郎 （筑波大学大学院） 茨城                                                                   | 10秒36 （0.0 m/s） | 川畑伸吾 （群馬綜合ガードシステム） 群馬                                                                 | 10秒41 （0.0 m/s） | 日高一慶 （都井中学校教員） 宮崎                                                                   | 10秒45 （0.0 m/s） |
| 少年A 100m 詳細                    | 佐分慎弥 （荏田高校） 神奈川                                                                         | 10秒47             | 藤光謙司 （市立浦和高校） 埼玉                                                                           | 10秒51             | 熊谷成悟 （利府高校） 宮城                                                                         | 10秒63             |
| 少年B 200m                         | 黒川哲雄 （新潟明訓高校） 新潟                                                                       | 21秒48             | 安孫子充裕 （上山明新館高校） 山形                                                                       | 21秒93             | 熊本貴史 （早稲田実業高校） 東京                                                                   | 22秒07             |
| 成年 400m                          | 山口有希 （東海大学） 京都                                                                           | 45秒96             | 井上洋佑 （筑波大学） 兵庫                                                                               | 46秒60             | 堀籠佳宏 （日本体育大学大学院） 神奈川                                                             | 46秒91             |
| 少年A 400m                         | 金丸祐三 （大阪高校） 大阪                                                                           | 45秒89 HR , GR     | 深尾真澄 （東海大学浦安高校） 千葉                                                                       | 47秒25             | 赤松寿長 （花園高校） 京都                                                                         | 47秒29             |
| 少年共通 800m                      | 松本啓典 （若狭高校） 福井                                                                           | 1分51秒28          | 横田真人 （立教池袋高校） 東京                                                                           | 1分52秒46          | 松田慎太郎 （東海大学山形高校） 山形                                                               | 1分52秒66          |
| 成年 1500m                         | 小林史和 （NTN） 三重                                                                                | 3分46秒08          | 田子康宏 （立命館大学） 鳥取                                                                             | 3分47秒56          | 川上弘幸 （自衛隊） 埼玉                                                                           | 3分48秒71          |
| 少年B 3000m                        | ミカ・ジェル （仙台育英学園高校） 宮城                                                               | 8分18秒62          | 河野晴友 （佐野日本大学高校） 栃木                                                                       | 8分21秒03          | 岡本考平 （佐久長聖高校） 長野                                                                     | 8分28秒79          |
| 少年A 5000m                        | ジョン・カリウキ （滋賀学園高校） 滋賀                                                               | 13分26秒94 GR      | 佐藤秀和 （仙台育英学園高校） 宮城                                                                       | 13分39秒87 HR      | メクボ・モグス （山梨学院大学高校） 山梨                                                           | 13分54秒00         |
| 成年 ハーフマラソン                | 渡辺真一 （山陽特殊製鋼） 兵庫                                                                       | 1時間2分38秒 GR    | 阿部祐樹 （三菱重工長崎） 長崎                                                                           | 1時間2分39秒 GR    | 小島忠幸 （旭化成） 宮崎                                                                           | 1時間2分42秒 GR    |
| 少年A 110mハードル                 | 渡邊和敏 （相洋高校） 神奈川                                                                         | 14秒14             | 飯田将之 （名古屋高校） 愛知                                                                             | 14秒53             | 平木敬太 （鳥取西高校） 鳥取                                                                       | 14秒59             |
| 成年 400mハードル                  | 成迫健児 （筑波大学） 大分                                                                           | 48秒54 GR          | 吉形政衡 （福岡大学） 福岡                                                                               | 49秒57             | 桐山一樹 （京都産業大学） 岐阜                                                                     | 50秒31             |
| 少年共通 400mハードル              | 安原晃司 （東海大学第四高校） 北海道                                                                 | 50秒97             | 岩瀧佑貴 （修猷館高校） 福岡                                                                             | 51秒23             | 今井順也 （県立岐阜商業高校） 岐阜                                                                 | 51秒85             |
| 成年 3000m障害                     | 春田真臣 （NTN） 三重                                                                                | 8分48秒76          | 加藤聡 （トヨタ自動車） 愛知                                                                             | 8分53秒57          | 内冨恭則 （中国電力） 広島                                                                         | 8分58秒52          |
| 少年A 5000m競歩                    | 鈴木雄介 （小松高校） 石川                                                                           | 20分50秒36         | 岡村遼 （高知工業高校） 高知                                                                             | 20分53秒99         | 松尾秀太朗 （邑久高校） 岡山                                                                       | 21分13秒97         |
| 成年少年共通 4×100mリレー          | 北海道 岩村弘基 （札幌南高校） 品田直宏 （筑波大学） 橘由穂 （室蘭大谷高校） 髙平慎士 （順天堂大学） | 40秒27             | 東京 種石宗自 （八王子高校） 大前祐介 （早稲田大学） 村上一博 （国士舘大学） 熊本貴史 （早稲田実業高校） | 40秒28             | 福岡 井形亮 （有明工業高等専門学校） 中川博文 （三洋信販） 中川(裕) （） 河野壮志 （三池工業高校） | 40秒29             |
| HR 日本高校新記録 \| GR 大会新記録 | |                    | |                    | |                    |

#### フィールド
| 第57回 \| 第58回 \| 第59回 \| 第60回 \| 第61回 |
| ---------------------------------------------- |

| 種目                | 金                                     | 金        | 銀                                     | 銀     | 銅                                   | 銅     |
| ------------------- | -------------------------------------- | --------- | -------------------------------------- | ------ | ------------------------------------ | ------ |
| 成年 走高跳         | 醍醐直幸 （東京陸上競技協会） 東京     | 2ｍ23     | 江戸祥彦 （東海大学） 北海道           | 2ｍ23  | 比留間修吾 （東海大学） 神奈川       | 2ｍ15  |
| 少年B 走高跳        | 佐藤庸平 （白河旭高校） 福島           | 2ｍ03 GR  | 松下翔一 （桃山台中） 兵庫             | 1ｍ97  | 中村嘉孝 （三次高校） 広島           | 1ｍ94  |
| 成年 棒高跳         | 澤野大地 （ニシスポーツ） 千葉         | 5ｍ40     | 安田覚 （桑名工業高校教員） 三重       | 5ｍ30  | 山田裕司 （関西学院大学） 香川       | 5ｍ10  |
| 少年共通 棒高跳     | 萩原翔 （西条農業高校） 広島           | 5ｍ06     | 川口直哉 （磐田南高校） 静岡           | 4ｍ90  | 程塚将人 （伊奈高校） 茨城           | 4ｍ90  |
| 少年A 走幅跳        | 鈴木秀明 （成田高校） 千葉             | 7ｍ61     | 新村守 （東海大学第三高校） 長野       | 7ｍ57  | 石橋征之 （白樺学園高校） 北海道     | 7ｍ52  |
| 少年B 走幅跳        | 櫻井憲幸 （東海大学望洋高校） 千葉     | 7ｍ21     | 木内康寛 （城西高校） 徳島             | 7ｍ20  | 渡邉和也 （柴田高校） 宮城           | 7ｍ14  |
| 成年 三段跳         | 石川和義 （筑波大学） 長野             | 16ｍ35    | 渡邉容史 （一宮運輸） 愛媛             | 16ｍ13 | 小松隆志 （高知市陸上競技協会） 高知 | 15ｍ94 |
| 少年A 三段跳        | 十亀慎也 （新居浜東高校） 愛媛         | 15ｍ68    | 小川恭輔 （大阪高校） 大阪             | 15ｍ20 | 丸嵩弘 （旭川大学高校） 北海道       | 15ｍ10 |
| 少年A 砲丸投        | 高久保雄介 （花園高校） 京都           | 16ｍ76    | 熊谷啓之 （敦賀高校） 福井             | 16ｍ51 | 田中雄介 （柏原高校） 大阪           | 15ｍ83 |
| 少年B 砲丸投        | 角谷正義 （大阪体育大学浪商高校） 大阪 | 16ｍ32    | 宮田寛大 （東京学館総合技術高校） 千葉 | 16ｍ28 | 黒松直人 （由良育英高校） 鳥取       | 15ｍ51 |
| 少年共通 円盤投     | 小林翼 （敦賀高校） 福井               | 55ｍ44    | 桜井徹 （竜ヶ崎第一高校） 茨城         | 51ｍ84 | 藤岡篤史 （北稜高校） 京都           | 51ｍ69 |
| 成年 ハンマー投     | 土井宏昭 （ファイテン） 千葉           | 70ｍ47    | 碓井崇 （イースト） 埼玉               | 67ｍ68 | 平尾茂 （日亜化学） 徳島             | 64ｍ05 |
| 少年共通 ハンマー投 | 三橋哲朗 （相洋高校） 神奈川           | 58ｍ65    | 田中透 （泉陽高校） 大阪               | 58ｍ36 | 藤原一哉 （今治明徳高校） 愛媛       | 58ｍ14 |
| 成年 やり投         | 村上幸史 （スズキ） 静岡               | 78ｍ43 GR | 山本一喜 （中央大学） 広島             | 77ｍ47 | 室永豊文 （国士舘大学大学院） 東京   | 74ｍ43 |
| GR 大会新記録       |                                        |           |                                        |        |                                      |        |

### 女子

#### トラック
| 第57回 \| 第58回 \| 第59回 \| 第60回 \| 第61回 |
| ---------------------------------------------- |

| 種目                      | 金 | 金                  | 銀 | 銀                  | 銅                                                                                           | 銅                  |
| ------------------------- | --- | ------------------- | --- | ------------------- | -------------------------------------------------------------------------------------------- | ------------------- |
| 成年 100m                 | 小島初佳 （ピップフジモト） 兵庫                                                                                   | 11秒75 （0.0 m/s）  | 佐藤友香 （七十七銀行） 宮城 | 11秒84 （0.0 m/s）  | 瀬戸口渚 （財宝グループ） 鹿児島                                                             | 11秒87 （0.0 m/s）  |
| 少年A 100m                | 熊坂都 （札幌大谷高校） 北海道                                                                                     | 12秒00              | 渡邊梓 （日本文理高校） 新潟 | 12秒05              | 清水めぐみ （星野高校） 埼玉                                                                 | 12秒07              |
| 少年B 200m                | 髙橋萌木子 （埼玉栄高校） 埼玉                                                                                     | 24秒07              | 河野千波 （東京学館浦安高校） 千葉                                                                                                 | 24秒28              | 福島千里 （帯広南商業高校） 北海道                                                           | 24秒34              |
| 成年 400m                 | 丹野麻美 （福島大学） 福島                                                                                         | 54秒76              | 久保倉里美 （福島大学） 北海道 | 54秒89              | 藤巻理奈 （日本体育大学） 神奈川                                                             | 56秒05              |
| 少年A 400m                | 澤田実希 （大分高校） 大分                                                                                         | 55秒05              | アモアベン・アマ （白梅学園高校） 東京                                                                                             | 55秒91              | 岩井千裕 （東北高校） 宮城                                                                   | 55秒96              |
| 少年B 800m                | 小林祐梨子 （須磨学園高校） 兵庫                                                                                   | 2分7秒77 GR         | 広田愛子 （奈良市立三笠中学校） 奈良                                                                                               | 2分11秒64           | 杉山友理 （大阪薫英女学院高校） 大阪                                                         | 2分13秒59           |
| 成年 1500m                | 杉森美保 （京セラ） 京都                                                                                           | 4分14秒29           | 桑城奈苗 （筑波大学） 滋賀 | 4分17秒83           | 宗由香利 （旭化成） 宮崎                                                                     | 4分21秒67           |
| 少年A 1500m               | オンゴリ・フィレス （山梨学院大学高校） 山梨                                                                       | 4分12秒06 GR        | 金子麗 （諫早高校） 長崎 | 4分22秒00           | 立花三沙子 （立命館宇治高校） 京都                                                           | 4分24秒23           |
| 少年共通 3000m            | オンゴリ・フィレス （山梨学院大学高校） 山梨                                                                       | 8分59秒92           | 新谷仁美 （興譲館高校） 岡山 | 9分14秒05           | 中島美希 （神村学園高校） 鹿児島                                                             | 9分19秒24           |
| 成年 5000m                | 吉野恵 （京セラ） 京都                                                                                             | 15分34秒46          | 那須川瑞穂 （アルゼAC） 千葉 | 15分35秒00          | 堀岡智子 （大阪体育大学） 大阪                                                               | 15分35秒31          |
| 成年 ハーフマラソン       | 岩本靖代 （豊田自動織機） 千葉                                                                                     | 1時間10分26秒 GR    | 寺田惠 （関西学院大学） 兵庫 | 1時間11分30秒       | 挽地美香 （天満屋） 岡山                                                                     | 1時間12分2秒        |
| 成年 100mハードル         | 石野真美 （日本女子体育大学） 千葉                                                                                 | 13秒44 （-0.7 m/s） | 池田久美子 （スズキ） 静岡 | 13秒65 （-0.7 m/s） | 森本明子 （さとえクラブ） 埼玉                                                               | 13秒80 （-0.7 m/s） |
| 少年B 100mハードル        | 川舩愛美 （埼玉栄高校） 埼玉                                                                                       | 13秒86              | 鈴木智絵 （香取市立佐原中学校） 千葉                                                                                               | 14秒38              | 蟹澤文乃 （東北高校） 宮城                                                                   | 14秒51              |
| 少年A 400mハードル        | 澤田実希 （大分高校） 大分                                                                                         | 58秒82              | 青木沙弥佳 （県立岐阜商業高校） 岐阜                                                                                               | 58秒17              | 八木原智美 （筑紫女学園高校） 福岡                                                           | 59秒39              |
| 成年 5000m競歩            | 川﨑真裕美 （海老沢製作所） 茨城                                                                                   | 21分52秒65          | 小西祥子 （パンジョSC） 大阪 | 22分9秒50           | 三村芙実 （立命館大学） 埼玉                                                                 | 22分29秒98          |
| 少年A 5000m競歩           | 越弓恵 （行田進修館高校） 埼玉                                                                                     | 22分55秒53 GR       | 沢田美紀 （敦賀気比高校） 福井 | 22分56秒64 GR       | 福田美穂 （豊川工業高校） 愛知                                                               | 22分56秒80 GR       |
| 成年少年共通 4×100mリレー | 北海道 久保倉里美 （福島大学） 北風沙織 （北海道浅井学園大学） 福島千里 （帯広南商業高校） 熊坂都 （札幌大谷高校） | 45秒43 GR           | 大阪 古賀みどり （大阪人間科学大学） 酒巻友香 （大阪薫英女学院高校） 稲見まり絵 （大阪薫英女学院高校） 加茂有希子 （大阪国際大学） | 46秒30              | 福島 紺野可奈子 （橘高校） 丹野麻美 （福島大学） 松本真理子 （福島第三中学校教員） 村上 （） | 46秒34              |
| GR 大会新記録             | |                     | |                     |                                                                                              |                     |

#### フィールド
| 第57回 \| 第58回 \| 第59回 \| 第60回 \| 第61回 |
| ---------------------------------------------- |

| 種目                               | 金                                     | 金             | 銀                                   | 銀     | 銅                                   | 銅     |
| ---------------------------------- | -------------------------------------- | -------------- | ------------------------------------ | ------ | ------------------------------------ | ------ |
| 成年 走高跳                        | 青山幸 （吹田市立第一中学校教員） 大阪 | 1ｍ85          | 貞廣千波 （三重陸上競技協会） 三重   | 1ｍ77  | ハニカット陽子 （ミキハウス） 神奈川 | 1ｍ74  |
| 成年 走高跳                        | 青山幸 （吹田市立第一中学校教員） 大阪 | 1ｍ85          | 貞廣千波 （三重陸上競技協会） 三重   | 1ｍ77  | 松藤未央 （大和養護学校教員） 佐賀   | 1ｍ74  |
| 少年共通 走高跳                    | 佐藤芳美 （沼田高校） 広島             | 1ｍ72          | 笹島藍 （長崎南高校） 長崎           | 1ｍ69  | 宮原綾 （星稜高校） 石川             | 1ｍ69  |
| 少年共通 棒高跳                    | 青木梓 （高崎経済大学高校） 群馬       | 3ｍ80          | 仲田愛 （西条農業高校） 広島         | 3ｍ80  | 我孫子智美 （光泉高校） 滋賀         | 3ｍ60  |
| 少年A 走幅跳                       | 鵜生川早紀 （高崎女子高校） 群馬       | 5ｍ92          | 田中琴絵 （大阪成蹊女子高校） 大阪   | 5ｍ87  | 中村悠子 （京都文教高校） 京都       | 5ｍ83  |
| 少年B 走幅跳                       | 宇佐波良子 （自由ケ丘高校） 福岡       | 5ｍ87          | 中村宝子 （浜松西高校） 静岡         | 5ｍ65  | 石田麻実 （太成学院大学高校） 大阪   | 5ｍ53  |
| 成年 三段跳                        | 佐藤友香 （七十七銀行） 宮城           | 13ｍ39         | 花岡麻帆 （office24） 千葉           | 13ｍ30 | 桝見咲智子 （福岡大学） 香川         | 12ｍ92 |
| 成年 砲丸投                        | 豊永陽子 （徳島陸上競技協会） 徳島     | 16ｍ58         | 白井裕紀子 （滋賀陸上競技協会） 滋賀 | 14ｍ56 | 市川貴子 （新座市陸上競技協会） 埼玉 | 14ｍ48 |
| 少年A 砲丸投                       | 吉田いずみ （埼玉栄高校） 埼玉         | 14ｍ50         | 山野辺薫 （湯本高校） 福島           | 14ｍ14 | 野毛伸子 （三島北高校） 静岡         | 13ｍ50 |
| 少年B 砲丸投                       | 佐藤あずさ （帯広農業高校） 北海道     | 13ｍ39         | 助永仁美 （太成学院大学高校） 大阪   | 13ｍ00 | 柳沼綾 （日本大学東北高校） 福島     | 12ｍ70 |
| 少年A 円盤投                       | 山城美貴 （中部商業高校） 沖縄         | 44ｍ54         | 井坂恵里那 （宇治山田商業高校） 三重 | 42ｍ00 | 緒方えりこ （帯広農業高校） 北海道   | 41ｍ74 |
| 成年 ハンマー投                    | 室伏由佳 （ミズノ） 愛知               | 65ｍ03 GR      | 金子泰子 （陸想会） 富山             | 56ｍ00 | 多田和代 （大成リゾート） 徳島       | 55ｍ19 |
| 少年共通 やり投                    | 松本百子 （口加高校） 長崎             | 54ｍ34 HR , GR | 柴田浩后 （専修大学松戸高校） 千葉   | 51ｍ19 | 永尾葉瑠香 （大阪成蹊女子高校） 大阪 | 50ｍ84 |
| HR 日本高校新記録 \| GR 大会新記録 |                                        |                |                                      |        |                                      |        |